# 2princesesbarbudes
2princesesbarbudes és un grup català de pop minimalista fet amb instruments de joguina com pianets, xilòfons, melòdiques, ukuleles, acordionets i timbals, encapçalat pels músics Marc Marcé i Helena Casas.

## Història
L'any 2008, 2princesesbarbudes va participar al disc Musiquetes per a la Bressola amb una versió de la cançó «La pastoreta». Més endavant, el 2012 va presentar el disc Cançons i rimetes, una revisió minimalista i pop de cançons recollides per Joan Amades al llibre Folklore de Catalunya. Cançoner, l'espectacle del qual es va estrenar a La Mostra d'Igualada del mateix any.
A la Fira Mediterrània de Manresa del 2014, el grup va presentar el disc i l'espectacle Enciclopèdia baixeta de la nit, una sèrie de composicions al voltant de la nit. Aquest treball va ser traduït i adaptat al basc amb el nom Gaueko entziklopeida koxkorra, amb la col·laboració de la bertsolari Maialen Lujanbio a la cançó «Ondo lo egin», i es va estrenar a la fira del llibre i el disc Durangoko Azoka el 2014. El 2015 es va publicar Sempre de vacances, un aplec d'onze cançons en format documental ornitològic sobre com fan el niu, què mengen, la criança, els viatges, el vestuari, el cant i els somnis de les orenetes.
El 2019, 2princesesbarbudes va presentar el disc La bona vida al Mercat de Música Viva de Vic, deu cançons que parlen de la vida i els costums dels primers humans durant el Paleolític per a fer una anàlisi conjunta de la vida moderna i l'evolució humana, amb lletres divertides i ritmes variats que van del pop ie-ié als ritmes tropicals, passant per l'ska, la música gipsy i el swing. El 2023, el cinquè disc del grup, Som i serem, es serveix de l'acompanyament de petits instruments electrònics antics per a presentar deu cançons dedicades als insectes.

## Discografia
- 2011: Cançons i rimetes

- 2013: Enciclopèdia baixeta de la nit
- 2015: Sempre de vacances
- 2019: La bona vida[7]
- 2023: Som i serem